# Potamophloios stendelli
Potamophloios stendelli är en svampdjursart som först beskrevs av Jaffé 1916.  Potamophloios stendelli ingår i släktet Potamophloios och familjen Potamolepiidae.
Artens utbredningsområde är Kongo-Kinshasa. Inga underarter finns listade i Catalogue of Life.